# (16440) 1989 EN5
(16440) 1989 EN5  es un asteroide perteneciente al cinturón de asteroides, descubierto el 2 de marzo de 1989 por Robert H. McNaught desde el Observatorio de Siding Spring, en Australia.

## Designación y nombre
Designado provisionalmente como 1989 EN5.

## Características orbitales
1989 EN5 orbita a una distancia media del Sol de 2,311 ua, pudiendo acercarse hasta 2,098 ua y alejarse hasta 2,523 ua. Tiene una excentricidad de 0,092 y una inclinación orbital de 3,990 grados. Emplea en completar una órbita alrededor del Sol 1282,91 días.

## Características físicas
Su magnitud absoluta es 14,66. Tiene 2,844 km de diámetro. Su albedo se estima en 0,346.